# My Story
MY STORY es el sexto álbum de estudio de la cantante Ayumi Hamasaki lanzado el 15 de diciembre del año 2004, siendo producido por Max Matsuura.
El álbum incluía todos los sencillos que fueron lanzados dentro del año 2004 siendo llamativamente promocionado en ediciones CD y CD+DVD (el DVD incluyendo todos los vídeos de los sencillos más algunos nuevos) cada uno con la posibilidad de obtener 4 portadas distintas, todas edición limitada.
Más tarde en medio de las promociones para el tour que Ayumi realizó durante en 2005 titulado "ayumi hamasaki ARENA TOUR 2005 A~ MY STORY", nuevas ediciones del álbum fueron lanzadas, SACD y DVD-Audio, más un nuevo álbum titulado MY STORY Classical. Este álbum fue certificado millón en Japón y triple platino en todo el mundo.

## Lista de canciones

### CD
Todas las letras escritas por Ayumi Hamasaki.

| N.º | Título                               | Música           | Arreglistas(s)        | Duración |  |
| 1.  | «Catcher In The Light»               | CMJK             | CMJK                  | 2:44     |  |
| 2.  | «About You»                          | Kazuhito Kikuchi | tasuku                | 3:58     |  |
| 3.  | «GAME»                               | Bounceback       | HΛL                   | 4:11     |  |
| 4.  | «my name's WOMEN»                    | Bounceback       | HΛL                   | 5:38     |  |
| 5.  | «WONDERLAND» (música instrumental)   | Crea             | Crea                  | 1:34     |  |
| 6.  | «Liar»                               | Raita Ikemoto    | CMJK+Takahiro Izutani | 4:58     |  |
| 7.  | «HOPE or PAIN»                       | Tetsuya Yukumi   | CMJK                  | 4:19     |  |
| 8.  | «HAPPY ENDING»                       | Tetsuya Yukumi   | CMJK                  | 4:42     |  |
| 9.  | «Moments»                            | Tetsuya Yukumi   | Hikari                | 5:29     |  |
| 10. | «walking proud»                      | Tetsuya Yukumi   | Hikari                | 5:14     |  |
| 11. | «CAROLS»                             | Tomoya Kinoshita | CMJK                  | 5:29     |  |
| 12. | «Kaleidoscope» (música instrumental) | HΛL              | HΛL                   | 1:49     |  |
| 13. | «INSPIRE»                            | Tetsuya Yukumi   | HΛL                   | 4:31     |  |
| 14. | «HONEY»                              | Tetsuya Yukumi   | HΛL                   | 5:10     |  |
| 15. | «Replace»                            | Kazuhito Kikuchi | HΛL                   | 5:05     |  |
| 16. | «winding road»                       | Crea             | Hikari                | 5:02     |  |
| 17. | «Humming 7/4»                        | Crea             | Kotaro Kubota         | 4:25     |  |

### DVD
| N.º   | Título                      | Director(es)    | Duración |  |
| 1.    | «Moments» (Videoclip)       | Tetsuo Inoue    | 5:38     |  |
| 2.    | «INSPIRE» (Videoclip)       | Tetsuo Inoue    | 5:37     |  |
| 3.    | «GAME» (Videoclip)          | Hideaki Sunaga  | 4:23     |  |
| 4.    | «CAROLS» (Videoclip)        | Masashi Muto    | 6:15     |  |
| 5.    | «About You» (Videoclip)     | Hideaki Sunaga  | 4:02     |  |
| 6.    | «walking proud» (Videoclip) | Ken Sueda       | 5:41     |  |
| 7.    | «Humming 7/4» (Videoclip)   | Wataru Takeishi | 4:40     |  |
| 8.    | «Moments» (making off-shot) | Tetsuo Inoue    | 5:33     |  |
| 9.    | «INSPIRE» (making off-shot) | Tetsuo Inoue    | 5:01     |  |
| 10.   | «GAME» (making off-shot)    | Hideaki Sunaga  | 4:19     |  |
| 11.   | «CAROLS» (making off-shot)  | Masashi Muto    | 5:49     |  |
| 56:58 |                             |                 |          |  |

## Posicionamiento
Posición del álbum en Oricon.
| Lanzamiento              | Listas                    | Posición | Ventas    | Semanas |
| ------------------------ | ------------------------- | -------- | --------- | ------- |
| 14 de diciembre del 2004 | Oricon Daily Albums Chart | #1       | 1 140 000 | 48      |

| Antecesor        | Álbumes Originales de Ayumi Hamasaki | Sucesor          |
| ---------------- | ------------------------------------ | ---------------- |
| Memorial address | Álbumes Originales de Ayumi Hamasaki | (miss)understood |

- Datos: Q1753118